# シーケンシャルアクセスメモリ
シーケンシャルアクセスメモリ (英: Sequential Access Memory) とは、コンピューターで使用するメモリの一種で、順次アクセスメモリとも呼ばれる。
対になるのはランダムアクセスメモリ(RAM)である。